# Jean Dausset
Jean Dausset, född 19 oktober 1916 i Toulouse, Frankrike, död 6 juni 2009 i Palma, Mallorca, var en fransk immunolog som 1980 tilldelades Nobelpriset i fysiologi eller medicin tillsammans med Baruj Benacerraf och George D. Snell för sin upptäckt av genen som kodar immunohistokomplexet och dess betydelse. Han tilldelades 1978 också Wolfpriset i medicin tillsammans med George D. Snell och Jon J. van Rood. Med hjälp av pengarna från sitt Nobelpris och ett stipendium från fransk TV grundade Dausset Human Polymorphism Study Center (CEPH) 1984, vilket senare döptes om till stiftelsen Jean Dausset-CEPH till hans ära.

## Biografi
Dausset var yngst av fyra barn till Henri Dausset och Elisabeth Dausset (född Renard). Hans far kom från Pyrénéerna och var läkare till yrket, och hans mor var hemmafru från Lorraine. Efter slutet av första världskriget flyttade familjen Dausset till Biarritz där Dausset tillbringade större delen av sin barndom. Hans far var chefsläkare på Bayonne Hospital, en position som gjorde stort intryck på Dausset. Han undervisades hemma av sin mor och en handledare, som periodvis kom till deras hem. Vid 11 års ålder flyttade Dausset och hans familj till Paris. Han började sin formella skolgång på Lycée Michelet vid 15 års ålder. Efter att ha avlagt sin Baccalauréat i matematik övertygades Dausset av sin far att studera medicin vid Universitetet i Paris. Båda Daussets föräldrar dog strax efter att han sökte som elev på Paris sjukhus, vid 19 års ålder. Dausset misslyckades med att klara ett praktikprov på sjukhuset och förberedde sig för ett andra försök när andra världskriget bröt ut.
Dausset värvades i den franska armén och skickades till norra Italien i ett år. När han återvände till Paris 1940 studerade han ivrigt och klarade sin läkarexamen. Strax efter att ha klarat sina prov gick Dausset med i de fria franska styrkorna i Nordafrika som ambulansarbetare. Han var ursprungligen stationerad i Marocko, men skickades senare till det mer aktiva Tunisien. Dausset fick sin försmak av hematologi när han var tvungen att utföra många blodtransfusioner på sårade soldater. När kriget var avvecklat 1944 återvände Dausset till Paris där han arbetade i det regionala blodtransfusionscentret på Saint-Antoine Hospital.

## Vetenskapligt arbete
Efter kriget arbetade Dausset som praktikant på sjukhusen i Paris, som var i ett tillstånd av förfall och välbehövliga strukturreformer. Han bildade en grupp radikala läkare som drev på för förändring i det franska sjukvårdssystemet. På grund av sin aktivistroll i denna grupp utsågs Dausset till rådgivare till kabinettet vid det nationella utbildningsministeriet. Läkaren Robert Debré arbetade med Dausset och drev regeringen att bilda en kommitté för reformering av medicinsk utbildning. Sjukhus anslöts till universiteten för första gången i Frankrike och läkare var tvungna att föreläsa för klasser av läkarstudenter. Med det nyligen introducerade systemet med universitetsforskningssjukhus började forskning bedrivas inom sjukhusen själva, till skillnad från enbart på universiteten, och heltidsarbete med forskning inrättades för läkare (Debréreformen den 11 och 30 december 1958).
Efter andra världskriget arbetade Dausset med professor Marcel Bessis som hade utvecklat en ny transfusionsteknik som kallas utbytestransfusion. Han arbetade som immunohematolog och var intresserad av anemiska patienter som krävde blodtransfusioner, han fann att dessa patienter saknade både röda och vita blodkroppar. År 1948 började Dausset arbeta som elev på Children's Hospital i Boston i ett hematologilabb i ungefär fyra år.
Han återvände till Frankrike 1952 och återgick som praktikant hos Marcel Bessis. Det var under denna tid som Dausset genomförde sin första officiella forskning. Tillsammans med Bessis upptäckte Dausset den första antigenpresenterande leukocyt, men den beskrevs officiellt först 1958. Samma år upptäckte han en antikropp som kallades MAC som var en leucoaggluntinat. Akronymen MAC står för initialerna av namnen på de donatorer vars blod Dausset och hans kollegor hade använt under forskningen.
Från 1960 till 1965 arbetade Dausset främst med att förbättra organtransplantationstekniken och mekanismerna för att förbättra kroppens förmåga att acceptera den nya vävnaden. För att göra detta använde Dausset återigen blodet från frivilliga donatorer och patienter för att se vilka skillnader som låg i de två individernas blod och hur man minimerar dessa skillnader. 1965 var ett avgörande år för forskningen. Under denna tid arbetade Dausset även med Paul Ivany i Prag och de använde leuco-agglutination och lymfocyttoxicitetstekniker för att göra några mycket betydande upptäckter. De upptäckte Hu-1 antigenet och H-2 antigenet.
År 1963 blev Dausset chef för immunologin vid Hôpital Saint-Louis. Det var då han tillsammans med Felix Rapaport upptäckte HLA-systemet genom att utföra hudtransplantationsexperiment på frivilliga och visade att framgången var berodde av på histokompatibilitet. År 1968 blev han chef för "Institut National de la Santé et de la Recherche Médicale"(INSERM) en enhet för forskning om immunogenetik vid transplantation. Han grundade där France Transplant och France Greffe de Moelle, som ger matchande donatororgan till mottagare och ger benmärg för transplantation.
År 1984 grundade Dausset Centre D'étude du Polymorphisme Humain (CEPH), med målet att upptäcka de viktigaste generna hos människor som orsakar sjukdomar utanför HLA-systemet. Lokalisering av dessa gener var ett avgörande steg i kloning och identifiering av dem, detta var ett genombrott för medicinsk genetik. CEPH-systemet bidrog med DNA från 61 stora familjer till internationella centra, som var ansvariga för kartläggningen av det mänskliga genomet. Dausset och professor L.L. Cavalli-Sforza samarbetade och utvecklade en DNA-resurs från världsbefolkningen som kallas HGDP-CEPH mångfaldspanel, som ska användas i mänsklig populationsgenetik. CEPH är en ideell organisation som delvis finansierades av den franska staten, det var inte förrän 1993, som CEPH döptes om till Stiftelsen Jean Dausset-CEPH. 

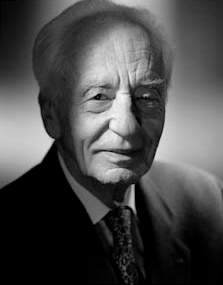
Dausset år 2005

Efter mottagandet av Nobelpriset avtog Daussets personliga forskning avsevärt. Han bidrog till flera studier, särskilt ett antal relaterade till genetik, men publicerade inte något som han hävdade primärt författarskap för i över ett decennium. Han gick i pension 2003 vid 87 års ålder och blev vd för CEPH.

## Utmärkelser och hedersbetygelser
Dausset var ledamot av franska vetenskapsakademin. Han var också professor vid Collège de France. Dausset var en av de inflytelserika utländska medlemmarna av National Academy of Sciences, USA, och hedersmedlem i American Academy of Arts and Sciences. Han var medlem i grundrådet och vice ordförande för Human Genome Organisation. Dausset fick olika prestigefyllda priser, såsom Landsteinerpriset och priser för Koch- och Wolfstiftelserna. Han tjänstgjorde också i rådgivande nämnder vid ett stort antal forskningsinstitutioner.